# Davorin Kračun
Davorin Kračun (* 31. Oktober 1950 in Maribor, Jugoslawien) ist ein slowenischer Ökonom und Politiker.

## Leben
Davorin Kračun studierte Wirtschaftswissenschaften, zunächst an der Universität Maribor, dann an der Universität Zagreb, wo er 1981 promovierte. An der Universität Maribor lehrt er Wirtschaftswissenschaften, zunächst ab 1982 als Dozent, ab 1987 als außerordentlicher Professor und seit 1995 als ordentlicher Professor für Wirtschaftswissenschaften. Diese Tätigkeit nahm er nach der Unterbrechung durch seine Tätigkeit als Botschafter im Jahr 2004 wieder auf. Daneben hat er einen Lehrauftrag für Wirtschaftsdiplomatie an der Universität Ljubljana.
Er gehört der Liberaldemokratie Sloweniens an und war in den 1990er Jahren Mitglied der slowenischen Regierung: 1992–1993 als Planungsminister (2. Regierung der Republik Slowenien), 1993–1995 als Minister für Wirtschaftsbeziehungen und Entwicklung  und 1996–1997 als Außenminister (3. Regierung). In der Zeit von 2000 bis 2004 war er slowenischer Botschafter in den Vereinigten Staaten (mit Zuständigkeit auch für Mexiko).
Seit 2017 ist Davorin Kračun Präsident des slowenischen Fiskalrates.

## Familie
Davorin Kračun ist verheiratet und hat zwei Kinder.

## Werke
- Temelji ekonomske teorije marksizma, 1979, 2. Aufl. 1982
- Slowenien: Auf dem Wege zur wirtschaftlichen Erfolgsstory?, in: Südosteuropa-Mitteilungen, Band 33.1993, S. 14–24